# Leonida Bissolati

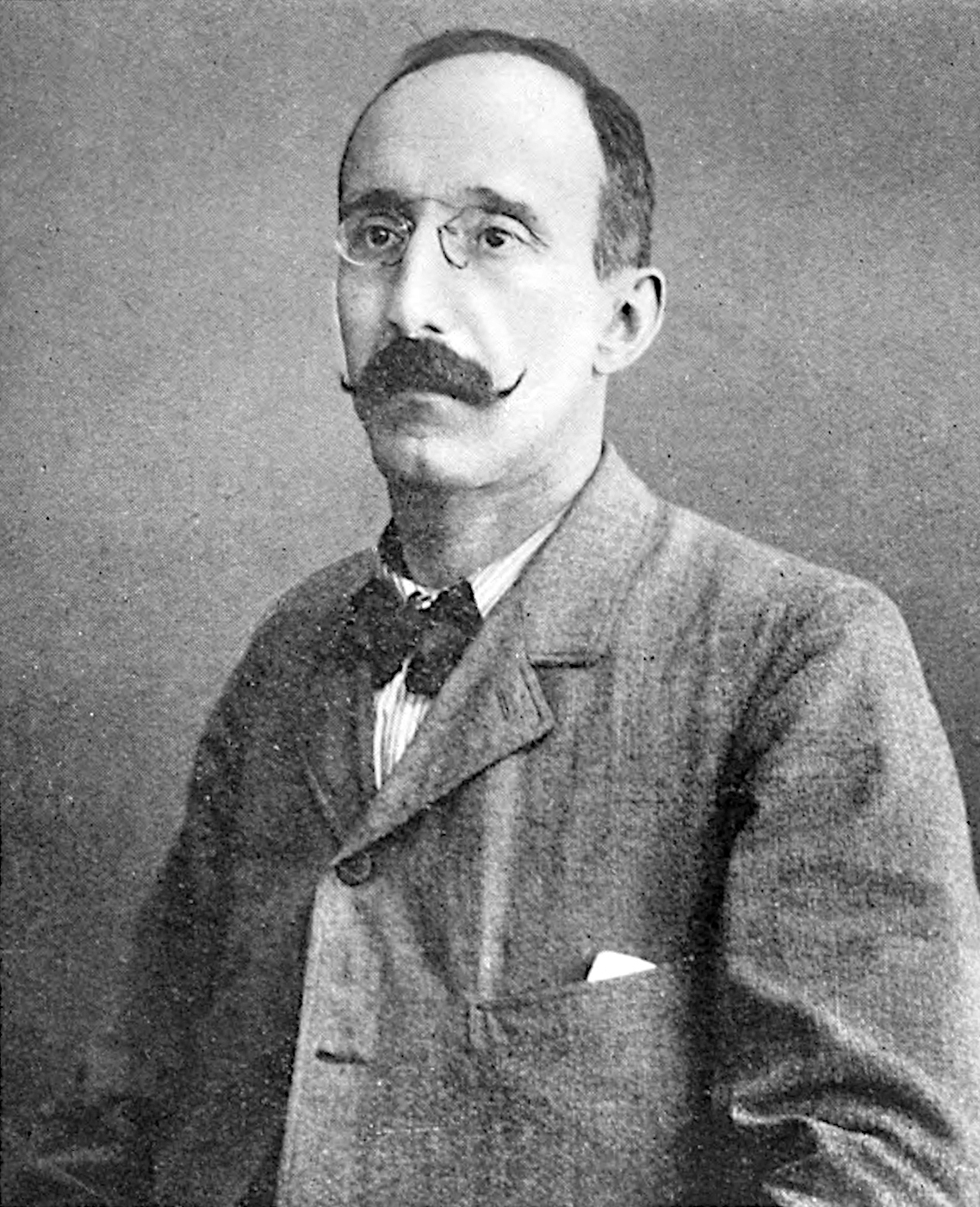
Leonida Bissolati.

Leonida Bissolati, född 20 februari 1857 i Cremona, död 6 mars 1920 i Rom, var en italiensk politiker.
Bissolati var ursprungligen advokat, och blev 1896 chefredaktör för den socialistiska tidningen Avanti och 1897 deputerad. År 1911 uteslöts Bissolati ur det socialdemokratiska partiet som ledare för den revisionistiska rörelsen och grundade 1912 ett reformsocialistiskt parti. 
Under första världskriget arbetade Bissolati för Italiens deltagande på ententens sida. Bissolati var 1916–1917 minister utan portfölj och 1917–1918 socialminister.

## Bilder
| - Via Leonida Bissolati i Rom. |